# Proteólisis

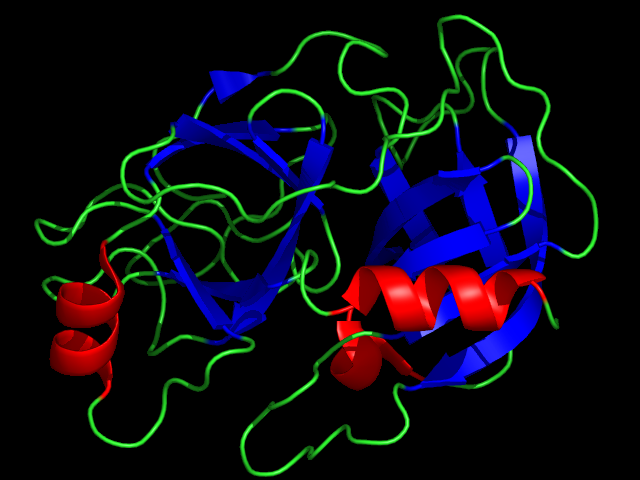
Estructura cristalográfica de rayos X de la tripsina.

La proteólisis es la degradación de proteínas ya sea mediante enzimas específicas, llamadas peptidasas, o por medio de degradación  intracelular.

## Degradación de proteínas
La degradación de las proteínas debe estudiarse fundamentalmente a dos niveles dependiendo de la localización del proceso:
- tracto digestivo:

Se procesan las proteínas exógenas o ingeridas de la dieta; es la denominada digestión de proteínas.
Este proceso digestivo permite obtener los aminoácidos en forma libre, necesarios para sintetizar las proteínas propias, así como otras biomolecular que se forman partir de ellos.
- interior de la célula:

Se procesan las proteínas endógenas, lo que se suele conocer bajo la denominación de recambio proteico.
Este recambio proteico es de gran utilidad para reciclar los aminoácidos de proteínas que ya no son útiles para el organismo y generar nuevas proteínas, u otras biomoléculas a partir de aminoácidos preexistentes. 
Además, también sirve para la eliminación de aminoácidos dañados.

### Recambio proteico
La digestión celular hace referencia a la degradación intracelular de las proteínas, con la finalidad de reciclar o degradar los aminoácidos de las mismas. 
Esta proteólisis puede darse en los lisosoma (orgánulo celular especializado en la degradación de moléculas) o en el citoplasma.

#### Proteólisis lisosómica
El interior de estos orgánulos se encuentra a un pH de·5,5. y contiene proteasas e hidrolasas, principalmente de la familia de la catepsinas, encargadas de la digestión de las proteínas. 
Dicha digestión puede ser:
- Autofágica, si procesa proteínas intracelulares como, por ejemplo, proteínasde membrana, -receptores hormonales o de ribosomas.
- Hetorofágica, si actúa sobre proteínas extracelulares capturadas por endocitosis como, por ejemplo, las procedentes de las lipoproteínas, sobre todo de las HDL.

#### Proteólisis citoplásmica
Esta degradación de proteínas tiene lugar bien a partir de proteasas dependientes de {\displaystyle {\ce {Ca^2}}} (como la calpaína) que presentan actividad proteolítica a un pH neutro, o bien mediante una estructura especializada denominada proteosoma.
El proteosoma es un complejo multienzimático con diversas actividades catalíticas; presenta una estructura con aspecto de barril en el cual solo entran y se digieren las proteínas que han sido previamente marcadas por la unión de pequeñas moléculas de ubiquitina.

## Degradación de aminoácidos
En el proceso de degradación de los aminoácidos hay dos partes claramente diferenciadas: 
La primera la determina el grupo amino, que debe ser eliminado de la estructura del aminoácido y transportado de forma segura hasta su eliminación del organismo; y la segunda implica la eliminación o aprovechamiento del resto del aminoácido, es decir, el esqueleto carbonado.
La correcta eliminación del grupo amino de los aminoácidos es muy importante, pues es relativamente fácil que dicho compuesto acabe formando amoníaco en el organismo. 
El amoníaco es un tóxico potencialmente muy peligroso para el ser vivo, cuando se acumula y origina hiperamonemia, se hace especialmente tóxico para el cerebro por diferentes motivos:
- Interfiere con el intercambio iónico a través de las membranas. El ion amonio presenta carga y es muy pequeño, por lo que actúa interfiriendo en los potenciales de membrana. Esto causa grandes daños en el cerebro, ya que las neuronas son células que dependen del potencial de membrana para su correcto funcionamiento.

- Bloqueo del ciclo de Krebs. El amonio, en presencia de a-cetoglutarato, produce glutamato (Glu), retira dicho intermediario del ciclo de Krebs y, en consecuencia, origina una grave interferencia metabólica.
- El amonio, en presencia del glutamato (generado por el mismo ion amonio), produce glutamina y, su acúmulo, puede producir edema cerebral
- La glutamina, que ha aumentado por el amonio, a través de determinadas transaminasas, origina a-cetoglutámico, un compuesto tóxico para el cerebro.

Para la separación del grupo amino, todos los aminoácidos sufren una reacción de transaminación, que forma un nuevo aminoácido y un nuevo cetoácido; finalmente, todos los grupos amino se transfieren al a-cetoglutarato, formando glutamato que es la única molécula que puede ser, objeto de una desaminacion oxidativa rápida.
Ambas reacciones, transaminación y desaminación, que se verán a continuación, son esenciales en el metabolismo de los aminoácidos.

### Transaminación
Las transaminasas o aminotransferasas son enzimas muy importantes en la degradación y también en la síntesis de aminoácidos. Existe una gran variedad de transaminasas, prácticamente una por cada aminoácido. Las transaminasas usan como cofactor el pirodoxal fosfato, derivado de la vitamina {\displaystyle {\ce {B6}}}, y actúan mediante mecanismo ping pong. En la degradación de los aminoácidos, estas aminotransferasas intervienen coordinadamente con la enzima
glutamato deshidrogenasa, el ciclo de Krebs y el ciclo de la urea. Transfieren el grupo amino de un aminoácido a un cetoácido, transformando el cetoácido en un aminoácido y viceversa.
Las reacciones son reversibles por lo que también se emplean en el anabolismo.
Existen dos transaminasas de gran importancia: la GOT o glutamato oxalacetato transaminasa (también conocida como AST aspartato aminotransferasa)
y la GPT o glutamato piruvato transaminasa (también denominada ALT, alanina aminotransferasa), que realizan las siguientes transformaciones:
GOT: glutamato (aa) + oxalacetato  {\displaystyle \rightleftarrows }  aspartato (aa) + a-cetoglutarato
GPT: glutamato (aa) + piruvato        {\displaystyle \rightleftarrows } alanina (aa) + a-cetoglutarato
Ambas transaminasas juegan un papel clave en el transporte y eliminación de los grupos amino, tal y como se estudiará más adelante. Su medición en sangre sirve de diagnóstico de enfermedades hepáticas.
El aceptor final, en la mayoría de las transaminaciones de los aminoácidos es el a-cetoglutarato, por lo que se originará siempre glutamato.

### Desaminación
La mayoría de los aminoácidos son desaminados por transaminación, formándose siempre glutamato. La pérdida del grupo amino del glutamato así formado, se produce gracias a la acción de la glutamato deshidrogenasa, enzima muy importante a nivel hepático que cataliza la siguiente reacción de desaminación oxidativa:
glutamato + {\displaystyle {\ce {H2O}}}+ NAD{\displaystyle {\ce {(P)^+}}} {\displaystyle \longrightarrow } a-cetoglutarato + NAD(P)H +{\displaystyle {\ce {H^+}}}+ {\displaystyle {\ce {NH4^+}}}
Como consecuencia, se libera en forma de amonio el nitrógeno recogido de todos los grupos amino de todos los aminoácidos. El amonio se genera principalmente en el hígado, y en el hombre se elimina habitualmente a través del ciclo de la urea. Pero existen varias estrategias de eliminación del nitrógeno entre los animales, que permite clasificarlos en tres grupos:
- Amoniotélicos: animales acuáticos en los que el amoníaco difunde de la sangre al aparato excretor, como es el caso de los peces teleósteos.
- Uricotélicos: animales que forman una purina oxidada que dará ácido úrico que precipita excretándose. Ejemplos: gasterópodos, aves, reptiles e insectos.
- Ureotélicos: animales que concentran el nitrógeno en un compuesto menos ácido y altamente soluble: la urea. El tejido donde se produce la transformación del grupo amonio en urea es el hígado; de ahí se transporta a los riñones para eliminarse en forma de orina.

Es el caso de los elasmobranquios anfibios, quelonios y mamíferos.

## Proceso de degradación
Si se degradan durante la digestión, participan peptidasas específicas como la tripsina, la quimotripsina, las carboxipeptidasas y la elastasa. 
La degradación intracelular la lleva a cabo un complejo multienzimático denominado proteosoma, que actúa en el citosol. Se trata de una estructura cilíndrica formada por proteasas y dos extremos de complejos proteicos que alimentan la cámara interna del cilindro al reconocer las proteínas. Las proteínas que van a ser degradadas han sido marcadas anteriormente con una pequeña proteína llamada ubiquitina.
La proteólisis tiene varias funciones para la célula, entre ellas:
- Eliminación de metionina en el extremo N-terminal tras la traducción.
- Eliminación de las secuencias señal de péptidos después de su transporte a través de la membrana.
- Separación de proteínas virales que se traducen desde un ARN mensajero monocistrónico.
- Digestión de proteínas de los alimentos como fuente de aminoácidos.
- Conversión de proteínas inactivas (proenzimas, zimógenos, pre-hormonas) en sus formas funcionales finales.
- Degradación de ciclinas y otras proteínas requeridas para la progresión en el ciclo celular.

La proteólisis puede realizarse también en el interior de los orgánulos llamados lisosomas, mediante unas proteasas específicas llamadas catepsinas, de los que hay unos 50 tipos diferentes. El pH óptimo para su actuación es de 5, y se consigue gracias a una bomba de protones. La degradación lisosomal recicla los aminoácidos de las proteínas que no son anómalas, por ejemplo, las que se encuentran en la membrana, o se han incorporado a la célula por endocitosis. No elimina proteínas "incorrectas". Son muy importantes en procesos como la regresión del útero tras el parto, que en 9 días pasa de pesar 2 kg a 50 g, o en la eliminación de las membranas interdigitales durante el desarrollo fetal.

## Efecto proteolítico de los venenos
Algunos venenos, tales como aquellos producidos por ciertas especies de serpientes, pueden también generar proteólisis. Estos venenos son de hecho, fluidos digestivos que han evolucionado de modo que comienzan a actuar en el exterior del cuerpo del animal. Las enzimas proteolíticas digieren tejidos proteicos y péptidos, causando, en sus presas, hemorragias, lisis muscular y necrosis. Estas enzimas son comunes en crotálidos, ausentes en elápidos.